# Der falsche Prinz (1957)
Der falsche Prinz (Originaltitel: Labakan) ist ein 1957 erschienener  tschechoslowakisch-bulgarischer Märchenfilm von Václav Krška.

## Handlung
Der Schneidergeselle Labakan wünscht sich ein Leben im Luxus. Als er Omar, den Sohn des Sultans, kennenlernt, der nach Jahren bei dem weisen Elfi Bei zu seinen Eltern zurückkehrt, stiehlt er dessen Dolch und gibt sich in feierlicher Kleidung am Hof als er aus. Kurz darauf kommt auch Omar an. Nur die Sultanin erkennt ihren wahren Sohn und um die Wahrheit festzustellen, müssen sich beide Proben unterziehen. Zunächst lässt der Sultan ein Wettreiten veranstalten, das aber unentschieden endet. Auf Geheiß der Herrscherin müssen sie anschließend ihr Geschick beim Nähen beweisen, was natürlich nur dem Schneider gelingt. Er verrät sich damit selbst. Der Sultan ist jedoch noch nicht überzeugt und bittet Adolzaida, den weiblichen Schutzgeist seines Hauses, um Hilfe. Diese übergibt ihm zwei Kästchen, von denen eines Glück und Reichtum, das andere aber Ehre und Tapferkeit repräsentiert. Die jungen Männer müssen eines davon auswählen. Labakan entscheidet sich für das erste, der Thronfolger für das zweite. Beide müssen nun die Behältnisse öffnen und da sich in dem Omars eine Krone, in dem des Betrügers aber Schere, Nadel und Faden befinden, erkennt nun auch der Herrscher seinen echten Sohn. Dieser verschont Labakan, der aber außerhalb des Palastes von den Umstehenden verspottet wird. Am Ende erwacht der Schneider und merkt, dass alles nur ein Traum war.

## Hintergrund und Veröffentlichungen
Der Film basiert auf Wilhelm Hauffs Das Märchen vom falschen Prinzen. Er entstand 1956 und fand am 12. April des darauffolgenden Jahres seine Premiere in der Tschechoslowakei. Neben dem Co-Produktionsland Bulgarien wurde Der falsche Prinz auch in der DDR, der BRD, Polen, Spanien, Brasilien, dem Vereinigten Königreich und den USA gezeigt. Die Firma Edel Germany publizierte die deutsche Fassung auf DVD.
In der tschechischen wie auch der deutschen Fassung besteht der Vorspann je aus Standbildern, die wie Seiten umgeblättert werden.
Jana Rybářová, die Darstellerin der Fatma, starb zwei Monate vor der Premiere des Films.
Im Gegensatz zum Film sind die Ereignisse in Hauffs Vorlage kein Traum Labakans, jedoch ist die Geschichte in eine Rahmenhandlung eingefügt.

## Synchronisation
Die Dialoge der deutschen Fassung schrieb Walter Schmitt, Regie führte Werner Reinhold. Für den Tonschnitt zeichnete Margarete Neumann und für den Ton Otto Mechnig und Fritz Klenke verantwortlich. Produziert wurde die deutschsprachige Fassung vom DEFA-Studio für Synchronisation.
| Rolle           | Darsteller       | Deutsche Synchronsprecher |
| --------------- | ---------------- | ------------------------- |
| Labakan         | Eduard Cupák     | Ulrich Thein              |
| Omar            | Karel Fiala      | Horst Schön               |
| Fatma           | Jana Rybářová    | Maria Häussler            |
| Sultan          | Vladimír Leraus  | Theo Mack                 |
| Sultanin        | Dana Medřická    | Gisela May                |
| Mutter Mirza    | Zdenka Baldová   | Friedel Nowack            |
| Adolzaida       | Otýlie Benísková | Marga Legal               |
| Meister Mustafa | Eman Fiala       | Hans Ulrich               |
| Ali             | Aleš Košnar      | Ulrich Gürtler            |

## Rezeption
„Konventioneller Märchenfilm.“